# Massif du Mitaraka
Le massif du Mitaraka est un massif montagneux situé au sud-ouest de la Guyane, culminant sur la frontière entre la Guyane et le Brésil à 690 m d'altitude, à environ 11 km à vol d'oiseau au sud-est du tripoint Brésil-France-Suriname de Koulimapopann. Il sépare les eaux allant vers le bassin de la rivière Alitani (ou la Litani) vers le nord et les eaux brésiliennes vers le sud.